# Ettore Paratore
Ettore Paratore (Chieti, 23 agosto 1907 – Roma, 15 ottobre 2000) è stato un latinista italiano, considerato uno dei massimi studiosi di letteratura latina nel secondo dopoguerra.

## Biografia
Figlio di un medico e insegnante di scienze e di una pedagogista, dopo l'infanzia a Chieti si trasferì a Urbino dal 1920 al 1923, dove conseguì, con un anno di anticipo rispetto al normale corso di studi, la licenza liceale con onorata menzione nel locale liceo classico Raffaello. Dopo la morte del padre (1920), nel 1923 si trasferì a Palermo per seguire la madre preside. Nel capoluogo siciliano si iscrisse nella locale università, inizialmente, per volontà della madre che voleva seguisse la professione paterna, alla facoltà di Medicina, per passare subito dopo a quella di Lettere, ove si laureò brillantemente, poco prima dei vent'anni, nel 1927, con relatore Gino Funaioli, discutendo una tesi su Apuleio, pubblicata e lodata da Concetto Marchesi.
Dopo aver vinto alcuni concorsi per l'insegnamento nelle scuole medie superiori, nel 1935 ottenne la libera docenza in letteratura latina, materia che insegnò prima nel magistero di Messina, poi all'Università di Catania nel 1940 e nel 1943 presso il magistero di Torino. Trasferitosi nel 1947 all'Università "La Sapienza" di Roma, fu prima docente di grammatica greca e latina e poi, l'anno successivo, nuovamente di letteratura latina. Nell'ateneo romano, ove insegnò fino al pensionamento del 1982, formò molti allievi di valore, tra cui il suo successore sulla cattedra universitaria, Bruno Luiselli.
Paratore si occupò dei massimi autori della latinità, scrivendo saggi fondamentali su Virgilio, Tacito e Petronio.
In tutti i suoi lavori ricorse ad una ricostruzione storiografica ampia e dettagliata, privilegiando le analisi storiche di ampio respiro e dando spazio all'analisi psicologica ed esistenziale dei personaggi, tratteggiati con grande efficacia critica.
Autore di un fortunato manuale di letteratura latina, si interessò a lungo anche dell'eredità del mondo latino nei principali autori italiani, soprattutto Dante, Manzoni e D'Annunzio.
Di orientamento conservatore e filo-missino, non privo di ironia e spirito goliardico, destò divertito scalpore quando decise di proporre per la prova scritta di un esame universitario, negli anni della contestazione studentesca, la traduzione dall'italiano in latino di un brano tratto dal Libretto rosso di Mao Tse-tung. Agli studenti perplessi, suggerì di tradurre il termine "comunisti" con la perifrasi "omnia qui communia censent".
Nel 1963 fondò con il glottologo Ernesto Giammarco la rivista Abruzzo - Istituto di Studi Abruzzesi, rivista quadrimestrale ancora oggi attiva, mentre nel 1965 Paratore partecipò all'istituzione della Libera Università degli Studi degli Abruzzi a Chieti, poi nota come Università degli Studi "Gabriele d'Annunzio".
Nel 1978 ricevette il Premio San Gerolamo, premio letterario assegnato dall'Associazione italiana traduttori e interpreti. Il 1º gennaio 1983 fu insignito da Umberto II in esilio del Collare dell'Ordine Supremo della Santissima Annunziata, come presidente della Consulta dei senatori del Regno.
Per i suoi meriti scientifici fece parte dell'Accademia dei Lincei. 
Ettore Paratore collaborò per numerosi anni alla Terza pagina del quotidiano Il Tempo di Roma, firmando elzeviri assai pregevoli, soprattutto negli anni della direzione di Gianni Letta e di Gaspare Barbiellini Amidei. Rivestì la carica di presidente del Sindacato Libero Scrittori Italiani.
Era padre del geografo Emanuele Paratore (docente alla Sapienza e per dieci anni preside della facoltà di lettere e filosofia) e nonno del golfista Renato Paratore.

## Omaggi
- Il 15 dicembre 2006 è stata costituita la Fondazione Ettore Paratore[8] per continuare l'opera dello studioso e diffondere la cultura umanistica.

- A Ettore Paratore è intitolata anche la principale biblioteca dell'Università degli Studi "Gabriele d'Annunzio" nel Campus di Chieti Scalo.

## Opere
- La novella in Apuleio, Palermo, R. Sandron, 1928; Messina, D'Anna, 1942.
- Introduzione alle Georgiche, Palermo, F. Ciuni, 1938.
- Catullo poeta doctus, Catania, G. Crisafulli, 1942.
- Virgilio, Roma, Ed. Faro, 1945.
- Una nuova ricostruzione del De poetis di Svetonio, Roma, Casa ed. Gismondi, 1946.
- La letteratura politica dell'età imperiale: la satira di Seneca e la storiografia di Tacito, Roma, Edizioni dell'Ateneo, 1949.
- Tacito, Milano - Varese, Istituto editoriale cisalpino, 1951.
- Corso di grammatica latina: Analisi logica, coautore Giovanni Marotta. Roma, F. Perrella, 1953.
- Corso di grammatica latina: Morfologia, Roma: F. Perrella, 1953.
- Storia del teatro latino, Milano, Vallardi, 1957.
- L'epicureismo e la sua diffusione nel mondo latino, Roma, Edizioni dell'Ateneo, 1960.
- La poesia di Lucrezio, Roma, Edizioni dell'Ateneo, 1960.
- Plauto, Firenze, Sansoni, 1962.
- Antico e nuovo, Caltanissetta - Roma, Salvatore Sciascia, 1965.
- Biografia e poetica di Persio, Firenze, F. Le Monnier, 1968.
- Tradizione e struttura in Dante, Firenze, Sansoni, 1968.
- Studi sui Promessi sposi, Firenze, L. S. Olschki, 1972.
- Moderni e contemporanei: fra letteratura e musica, Firenze, Olschki, 1975.
- Romanae litterae, Roma, Bardi, 1976.
- Storia della letteratura latina, Firenze, Sansoni, 1979.
- Studi su Corneille, Roma, Edizioni di storia e letteratura, 1983.
- Era un'allegra brigata, Roma, Newton Compton, 1987.
- Aspetti della personalità letteraria del D'Annunzio, Napoli, Istituto Suor Orsola Benincasa, Edizioni scientifiche italiane, 1989. ISBN 88-7104-081-3.
- Nuovi studi dannunziani, Pescara, Ediras, 1991.